# Ethyl-n-propylether
Ethyl-n-propylether ist eine chemische Verbindung aus der Gruppe der Ether. Die Verbindung liegt bei Raumtemperatur als Flüssigkeit vor. Sie ist isomer zum Ethylisopropylether. Wie die meisten Dialkylether ist Ethyl-n-propylether relativ reaktionsträge.